# كريستيان سارون
كريستيان سارون (بالفرنسية: Christian Sarron)‏ هو متسابق دراجات نارية فرنسي فاز ببطولة سباق الجائزة الكبرى للدراجات النارية. نافس في سباقات بطولة العالم لفئة 500 سي سي ولفئة 350 سي سي ولفئة 250 سي سي ولفئة 50 سي سي.

## البطولات
- سباق الجائزة الكبرى للدراجات النارية 1984

## روابط خارجية
- كريستيان سارون على موقع MotoGP.com (الإنجليزية)